# Myllenyxis oceanica
Myllenyxis oceanica là một loài tò vò trong họ Ichneumonidae.